# Ruby Gloom
Ruby Gloom (2006–2008) – kanadyjski serial animowany, opowiadający o losach małej rudowłosej dziewczynki imieniem Ruby, która jest gotką, jak reszta jej przyjaciół w mieście Gloomsville.
Serial zawitał do Polski po raz pierwszy 10 marca 2007 roku w Przymierzalni. Tydzień po premierze pierwszego odcinka, wyżej wymieniony program poświęcił swój czas antenowy serialowi Ruby Gloom.

## Fabuła
„Ruby Gloom” jest ironiczną komedią, podkreślającą znaczenie przyjaźni.
W wiktoriańskiej rezydencji na obrzeżach fikcyjnego miasta Gloomsville żyje Ruby Gloom. Niektórzy mogą się bać ciemności, tajemniczych sąsiadów czy nieznanych rzeczy zamieszkujących szafę, ale Ruby jest inna – przyjaźni się z tymi dziwnymi i momentami strasznymi stworzeniami. Właściwie Ruby uważa je wszystkie za urocze. Nie daje się zwieść pozorom, patrząc w ich serca, a nie na niesamowity wygląd. Uwielbia powtarzać: "Patrz zawsze na jasną stronę, chyba że twoją jasną stroną jest ciemna strona, co oczywiście też jest w porządku!". Najlepszy dla Ruby dzień jest ponury, pełen przygód i zabawy z jej niezwykłymi przyjaciółmi.

## Obsada
- Sarah Gadon – Ruby Gloom
- Stacey DePass – Irys
- Emily Hampshire – Makabra
- Scott McCord – Czaszka
- Adrian Truss – Poe
- Peter Keleghan – Straszek
- David Bernie – Franek
- Jeremy Harris – Lesio
- Barbara Mamabolo – Boo Boo

## Wersja polska
Opracowanie i udźwiękowienie wersji polskiej: Studio Sonica
Reżyseria: Miriam Aleksandrowicz
Dialogi polskie: Joanna Kuryłko
Dźwięk i montaż:
- Agnieszka Stankowska (odc. 1-26, 31, 34-38),
- Maciej Sapiński (odc. 27-30)

Kierownik muzyczny: Agnieszka Tomicka (odc. 31, 32 Bezwłosy musical)
Organizacja produkcji:
- Aleksandra Dobrowolska (odc. 1-26),
- Agnieszka Kudelska (odc. 27-31, 34-38)

Teksty piosenek: Marek Krejzler
Wystąpili:
- Maria Peszek – Ruby Gloom
- Magdalena Karel – Irys
- Magdalena Różczka – Makabra
- Lucyna Malec – Boo Boo, Venus
- Wojciech Paszkowski – Poe
- Modest Ruciński – Franio
- Jan Aleksandrowicz-Krasko – Lesio
- Piotr Kozłowski – Straszek
- Sławomir Pacek – Czaszka
- Tomasz Jarosz – pan Biały I
- Dariusz Odija – pan Biały II
- Matylda Damięcka – Masakra
- Jarosław Domin
- Jacek Czyż
- Aleksander Czyż
- Jerzy Dominik

i inni
Śpiewali:
- Maria Peszek (piosenka tytułowa),
- Magdalena Karel (odc. 8),
- Magdalena Różczka (odc. 8),
- Aneta Figiel (odc. 8),
- Modest Ruciński (odc. 8, 9, 12),
- Michał Macioch (odc. 8),
- Aleksander Czyż (odc. 9, 12)

Lektor:
- Jan Aleksandrowicz-Krasko (odc. 1-30, 34-38),
- Jerzy Dominik (odc. 31)

## Bohaterowie
- Ruby Gloom – główna bohaterka, rudowłosa dziewczynka w czarnej sukience i czerwono-żółtych rajtuzach. Jest autorytetem całej grupy przyjaciół. Ma pozytywne nastawienie do życia i we wszystkim szuka jasnej strony. W wolnych chwilach pisze pamiętnik i szyje.
- Franek i Lesio (org. Frank i Len) – dwugłowy człowiek o jednej głowie niebieskiej (Franek), a drugiej zielonej (Lesio). Ubrany w brązową koszulkę oraz but w szachownicę (Franek) i but z płomieniami (Lesio), ponadto Lesio ma kolczyk w brwi. Zajmują się grą na gitarze elektrycznej. Lesio jest mało inteligentny, czym zawsze bardzo denerwuje Franka.
- Poe – kruk. Ubiera się staromodnie i chce uchodzić za wzór do naśladowania dla pozostałych bohaterów. Lubi twierdzić, iż jest potomkiem należącej do Edgara Allana Poego papugi Paco. Mieszka w domu Ruby wraz z dwoma innymi krukami – Edgarem i Allanem.
- Czaszka (org. Skull Boy) – szkielet w czarnej koszuli. Uważa się za potomka sławnych wynalazców. Jest istotą o wielu talentach, próbuje różnych zawodów, jednak nie potrafi się nad żadnym skupić na dłuższy czas.
- Makabra (org. Misery) – apatyczna, blada istota o wiecznie załzawionych oczach i długich czarnych włosach wyglądających jak płaszcz. Nosi szaro-niebieską, XIX-wieczną, długą suknię. Prześladuje ją pech, odziedziczony po przodkach - jej krewni byli obecni przy każdej większej katastrofie w historii. Miewa wprawdzie momenty szczęścia, jednak bardzo nieliczne. W piątki trzynastego pech ją opuszcza, jednak przechodząc na wszystkich wokół. Nastrój Makabrze poprawiają słodycze, jednak po zjedzeniu ich popada w hiperaktywność. Trzyma kłęby kurzu jako zwierzątka domowe, mimo uczulenia na kurz. Pięknie śpiewa, jednak tylko w trakcie snu - w innym wypadku jej śpiew przypomina wrzaski banshee. Ma bardzo liczną rodzinę, a część jej kuzynów pojawia się w poszczególnych odcinkach serialu.
- Irys (org. Iris) – przyjaciółka Ruby, cyklopka w czarnej sukience, rajstopach w paski podobnych do tych, które nosi Ruby i z czerwoną spinką we włosach. Uwielbia przygody i próbuje wszystkiego, od safari po wystrzelenie samej siebie z armaty. Ma nawyk pakowania się w różne sytuacje bez myślenia o konsekwencjach.
- Fatum (org. Doom Kitty) – kotka Ruby, czarna z czerwoną przepaską na szyi. Biega swobodnie po domu, dzięki czemu jako jedyna ma pełną wiedzę o tym, co się w nim dzieje. Wie o wszystkim szybciej niż inni, ale jako, że nie mówi, może im to przekazać jedynie poprzez pantomimę, nie zawsze rozumianą.
- Straszek (org. Scaredy Bat) – mały, czarny nietoperz w fioletowym szaliku. Jest bardzo lękliwy, boi się praktycznie wszystkiego, włącznie z wysokością, przez co nie przepada za lataniem. Mimo że własne lęki czasem go przerastają, jest dobrym kolegą i oddanym perkusistą w zespole Franka i Lesia. Jego ulubionym przysmakiem są komary. W oryginalnej wersji językowej mówi z indyjskim akcentem.
- Boo Boo – mały duszek. Początkowo nie jest w pełni duchem i nie może przechodzić przez ściany - miał nim zostać dopiero po przestraszeniu kogoś. Przynosi to spory kłopot, gdyż jedyną mieszkanką domu, która go widzi, jest kotka Fatum. Później jednak sytuacja ulega zmianie, Boo Boo przestraszywszy Lesia zostaje stuprocentowym duchem, i mimo iż potem ze względu na uroczą powierzchowność niemal nikt go się nie boi, pozostaje w domu Ruby, regularnie napędzając stracha Straszkowi.
- Pan Bułka (org. Mr Buns) – maskotka królika zrobiona przez Ruby ze starej skarpetki. Kocha ocieplacze na dzbanki do herbaty i ma dziwną tendencję do pojawiania się wszędzie.
- Pan Biały i Pan Biały (org. Mr. White i Mr. White) – dwa wielkie duchy będące mentorami Boo Boo uczącymi go, jak być prawdziwym duchem. Wyglądem i zachowaniem przypominają włoskich gangsterów.
- Pan Mamrok (org. Mr. Mummbles) – starszy pan, najbliższy sąsiad Ruby. W serialu pojawia się sporadycznie. Jest "szalonym naukowcem" i interesuje się inżynierią rollercoasterów. Stara się trzymać zasady "bezpieczeństwo przede wszystkim", jednak jego konstrukcje zdają się temu zaprzeczać. Ma przyjaciela - żabę Sokratesa.
- Venus – roślinka Irys, muchołówka amerykańska. Początkowo bardzo żarłoczna i zachowująca się jak zwierzę, w odcinku "Naukowe wpadki i sukcesy", gdy Czaszka wyrzuca serce, Venus je zjada i dzięki temu zostaje obdarzona uczuciami, staje się opiekuńcza i dobrze poinformowana, a finalnie zostaje pisarką i przyswaja mowę ludzką. Mówi z silnym francuskim akcentem, gdyż nagranie, przy pomocy którego Irys uczyła ją, zostało nagrane przez Francuza.
- Robalek (org. Squig) – wielki czarno-czerwony robak, z którym Irys zaprzyjaźniła się w trakcie jednej ze swych podróży. Jest jej towarzyszem, czasem służy jej jako transport. Potrafi latać, ponieważ nikt mu nie powiedział, że nie może.
- Masakra i Maszkara (org. Malady i Malaise) – dwie siostry, kuzynki Makabry występujące w odcinku Makabra uwielbia towarzystwo. Odpowiedzialne za epokę lodowcową - postawione obok siebie wywołują potężne zimno. Masakra ma rękę na temblaku, duży kapelusz na głowie i cierpi na wszystkie możliwe choroby i dolegliwości. Pytana o swoje przypadłości, opowiada po kolei o każdym wydarzeniu i procedurze, co trwa parę godzin, nim dojdzie do konkluzji. Maszkara cierpi na narkolepsję, przez co zdarza jej się zasypiać w przypadkowych miejscach. Towarzyszą jej pająki, węże, ośmiornice, ślimaki i motyle, które przyczepiają się do welonu, którym jest cała owinięta. Mimo ich wad Makabra kocha swoje kuzynki.

## Spis odcinków
| Premiera odcinka | N/o | Polski tytuł                  | Angielski tytuł               | Mini odcinek (1)                                                             | Mini odcinek (2)                               |
| ---------------- | --- | ----------------------------- | ----------------------------- | ---------------------------------------------------------------------------- | ---------------------------------------------- |
|                  |     |                               |                               |                                                                              |                                                |
| SERIA PIERWSZA   |     |                               |                               |                                                                              |                                                |
|                  |     |                               |                               |                                                                              |                                                |
| 10.03.2007       | 01  | Bardzo ponura plotka          | Gloomer Rumour                | –                                                                            | Wspaniała Panna Makabra                        |
|                  |     |                               |                               |                                                                              |                                                |
| 17.03.2007       | 02  | Uziemieni w Gloomsville       | Grounded In Gloomsville       | Zabawa ze skarpetami                                                         | Jak poznałam Robalka, prawdziwa historia       |
|                  |     |                               |                               |                                                                              |                                                |
| 24.03.2007       | 03  | Co Fatum widziała             | Doom With A View              | Kiedy                                                                        | Nieudane sceny                                 |
|                  |     |                               |                               |                                                                              |                                                |
| 31.03.2007       | 04  | Zaginiony Pan Bułka           | Missing Buns                  | Moje drzewo genealogiczne                                                    | Iris i jej przygody ze zwierzętami             |
|                  |     |                               |                               |                                                                              |                                                |
| 07.04.2007       | 05  | Iris skacze i skacze          | Iris Springs Eternal          | Gloomsville gotuje z Frankiem i Lesiem                                       | Mój filmowy bohater                            |
|                  |     |                               |                               |                                                                              |                                                |
| 14.04.2007       | 06  | Naukowe sukcesy i wpadki      | Science Fair Or Foul          | Kącik literacki Straszka – stara pani Brodawka                               | Jak uniknąć pecha: Porady Makabry              |
|                  |     |                               |                               |                                                                              |                                                |
| 21.04.2007       | 07  | Poe-ranoja                    | Poe-ranoia                    | Kalambury z Kotką Fatum                                                      | Jak być duchem, część I: Taktyka straszenia    |
|                  |     |                               |                               |                                                                              |                                                |
| 28.04.2007       | 08  | Senna bohaterka               | Unsung Hero                   | Poczta Ruby                                                                  | Liczenie owiec                                 |
|                  |     |                               |                               |                                                                              |                                                |
| 05.05.2007       | 09  | Quadrogloomia                 | Quadrogloomia                 | Podróże z Panem Bułką                                                        | Przesłuchania do roli superbohatera            |
|                  |     |                               |                               |                                                                              |                                                |
| 12.05.2007       | 10  | Czaszki nie płaczą            | Skull Boys Don’t Cry          | Prace domowe mogą być zabawne z Ruby                                         | Makabra i Maruda                               |
|                  |     |                               |                               |                                                                              |                                                |
| 19.05.2007       | 11  | Dzień złego zająca            | Bad Hare Day                  | Budowanie z Czaszką i Straszkiem                                             | Kącik porad Irys                               |
|                  |     |                               |                               |                                                                              |                                                |
| 26.05.2007       | 12  | Szczęśliwego patataja         | Happy Yam Ween Ruby Gloom     | Legenda o Patcie i Tataju                                                    | Zabawy z papierem                              |
|                  |     |                               |                               |                                                                              |                                                |
| 02.06.2007       | 13  | Ruby do sześcianu             | Ruby Cubed                    | Sztuczki Fatum                                                               | Wspaniała królowa Makabra                      |
|                  |     |                               |                               |                                                                              |                                                |
| 09.06.2007       | 14  | Wstrząśnięty – nieprzerażony  | Shaken, Not Scared            | Pan Mamrotek Złota Rączka                                                    | Teatrzyk kukiełkowy Ruby                       |
|                  |     |                               |                               |                                                                              |                                                |
| 16.06.2007       | 15  | Potwór Luna                   | Once In A Blue Luna           | Płatanie figli z Boo Boo                                                     | Opowieść z dreszczykiem i... znakiem zapytania |
|                  |     |                               |                               |                                                                              |                                                |
| 23.06.2007       | 16  | Czas leci                     | Time Flies                    | Kącik literacki Straszka – Jaś i Gosia                                       | Mój filmowy bohater, część druga               |
|                  |     |                               |                               |                                                                              |                                                |
| 30.06.2007       | 17  | Szczęściarz                   | Lucky Me                      | Jak powinien zachowywać się prawdziwy szpieg, radzi Bułka... Pan James Bułka | Pierwsza próba z nowym członkiem zespołu       |
|                  |     |                               |                               |                                                                              |                                                |
| 06.10.2007       | 18  | Makabra uwielbia towarzystwo  | Misery Loves Company          | Żartowniś Straszek                                                           | Dzień kariery z Frankiem i Lesiem              |
|                  |     |                               |                               |                                                                              |                                                |
| 13.10.2007       | 19  | Słoneczne odurzenie           | Sunny Daze                    | Obiad z Panem Białym i z Panem Białym                                        | Słoneczna strefa                               |
|                  |     |                               |                               |                                                                              |                                                |
| 20.10.2007       | 20  | Bicie rekordów                | Broken Records                | Bezpieczne zabawy z Irys                                                     | Delektowanie się muzyką z Czaszką              |
|                  |     |                               |                               |                                                                              |                                                |
| 23.11.2007       | 21  | Sublokator                    | Gloommates                    | Lekcja gry w golfa z Frankiem i Lesiem                                       | Dzień z życia Kotki Fatum                      |
|                  |     |                               |                               |                                                                              |                                                |
| 24.11.2007       | 22  | Ząb albo prezent              | Tooth Or Dare                 | Detektyw Fatum i sprawa zaginionej mufinki                                   | Jak rozjaśnić czyjś dzień                      |
|                  |     |                               |                               |                                                                              |                                                |
| 25.11.2007       | 23  | Wenus z Gloomsville           | Venus De Gloomsville          | Czaszka Show                                                                 | Robalek i Irys radzą jak latać                 |
|                  |     |                               |                               |                                                                              |                                                |
| 26.11.2007       | 24  | Pojedynek                     | Seeing Eye To Eyes            | Prześmieszne skecze Pana Boo i Pana Nietoperza                               | Za kulisami z Frankiem i Lesiem                |
|                  |     |                               |                               |                                                                              |                                                |
| 28.11.2007       | 25  | Tytuł dla kreskówki           | Name That Toon                | Torba Ruby na listy                                                          | Animowana minutka z Czaszką i Straszkiem       |
|                  |     |                               |                               |                                                                              |                                                |
| 29.11.2007       | 26  | Rodzina Czaszki               | Skull In The Family           | "Pociągu wrak" Makabry                                                       | 13 czerwca, dzień na który wszyscy czekali     |
|                  |     |                               |                               |                                                                              |                                                |
| SERIA DRUGA      |     |                               |                               |                                                                              |                                                |
|                  |     |                               |                               |                                                                              |                                                |
| 27.06.2008       | 27  | Rysowanie na ścianie          | Writing on the Wall           | Randkowe rady Makabry i Doktora Miłość                                       | Baw się jojo razem z Poe                       |
|                  |     |                               |                               |                                                                              |                                                |
| 28.06.2008       | 28  | Deja Vu – znowu               | Deja Vu – Again               | Zabawa w chowanego – Fatum i jej przyjaciółka                                | Malowanie musztardą z Czaszką                  |
|                  |     |                               |                               |                                                                              |                                                |
| 29.06.2008       | 29  | Ubergloom                     | Ubergloom                     | Filmowane z ukrycia – prawie wszystko o psikusach                            | Gotowanie z Ruby i nietoperzem Straszkiem      |
|                  |     |                               |                               |                                                                              |                                                |
| 12.07.2008       | 30  | Zwierzątka Poe                | Pet Poepulation               | Jesteś tym co jesz                                                           | Wieczorna toaleta                              |
|                  |     |                               |                               |                                                                              |                                                |
| 06.09.2008       | 31  | Bezwłosy musical              | Hair(less): The Musical       | –                                                                            | –                                              |
| 13.09.2008       | 32  | Bezwłosy musical              | Hair(less): The Musical       | –                                                                            | –                                              |
|                  |     |                               |                               |                                                                              |                                                |
| 19.07.2008       | 33  | Straszek w uderzeniu          | The Beat Goes On              | Makabra i Miserabla – akt drugi                                              | Filmowa noc z Czaszką                          |
|                  |     |                               |                               |                                                                              |                                                |
| 27.07.2008       | 34  | Na krańcu świata              | Out of this World             | As przestworzy z Irys                                                        | Torba na listy Ruby                            |
|                  |     |                               |                               |                                                                              |                                                |
| 09.08.2008       | 35  | Nie zapomnij mnie             | Forget Me Not                 | Opowiadanie bajek z Makabrą                                                  | Lekcje aktorstwa z Frankiem i Lesiem           |
|                  |     |                               |                               |                                                                              |                                                |
| 16.08.2008       | 36  | Franek i Lesio – rozłączeni   | Frank and Len: Unplugged      | Poepopularny poeta z Poe                                                     | Chwila samotności z Irys                       |
|                  |     |                               |                               |                                                                              |                                                |
| 23.08.2008       | 37  | W domu z Makabrą              | I’ll Be Home For Misery       | Pociąganie sznurków z Irys                                                   | Drzewo Genealogiczne ze Straszkiem             |
|                  |     |                               |                               |                                                                              |                                                |
| 30.08.2008       | 38  | Niech pech będzie z tobą      | Disaster Becomes You          | Przygody Czaszki i Fatum                                                     | Imprezowe rady z Fatum i z Ruby                |
|                  |     |                               |                               |                                                                              |                                                |
| 20.09.2008       | 39  | Ostatni pociąg do Gloomsville | The Last Train To Gloomsville | Przejażdżka magicznym hamakiem Straszka                                      | –                                              |
| 27.09.2008       | 40  | Ostatni pociąg do Gloomsville | The Last Train To Gloomsville | –                                                                            | Być jak owieczka                               |
|                  |     |                               |                               |                                                                              |                                                |